# 坂本功贵
坂本功贵（日语：坂本 功貴，1986年8月21日—），已退休的日本体操运动员，札幌市厚別區人。曾參加2008年夏季奥林匹克运动会並獲得銀牌。2011年11月3日退休。

## 外部連結
- 國際體操聯合會的坂本功貴資料
- 坂本功貴奧運成績記錄